# Subfamilia (biología)
En la clasificación biológica, en (Latín: subfamilia, plural subfamiliae) es un rango taxonómico, auxiliar (intermedio) siguiente de bajo de la familia pero más inclusivo que el género. Las reglas de nomenclatura estándar terminan los nombres botánicos de las subfamilias con "-oideae" y los nombres zoológicos con "-inae".